# Фулла
Фулла (давньосканд. Fulla) — в скандинавській міфології богиня, прислужниця Фріґґ, яка знає усі її найпотаємніші думки. Виглядає як юна діва з розпущеним волоссім та золотою пов'язкою на голові.
Ім'я Фулли пов'язане з прикметником fullr («повний»). Сноррі Стурлусон змальовує Фуллу таки чином: «… п'ята — Фулла, (а) вона теж діва. Ходить вона з розпущеним волоссям й на голові в неї золота пов'язка. Вона носить скриньку Фріґґ й зберігає її взуття, й лише їй відомо про найпотаємніші думки Фріґґ» («Старша Едда»).
В кеннінґах ім'я Фулли використовується для опису золота: «пов'язка Фулли» та «сонце луку вій Фулли, що заходить».
Згідно з Другим мерзебурзьким заклинанням, Фулла — сестра Фрії (Фріґґ).